# برايان ميتشيل (لاعب كرة قدم أمريكية أمريكي)
برايان ميتشيل (بالإنجليزية: Brian Mitchell)‏ هو لاعب كرة قدم أمريكية أمريكي، ولد في 13 ديسمبر 1968 في إنديانابوليس في الولايات المتحدة.

## وصلات خارجية
- برايان ميتشيل على موقع مرجع كرة القدم المحترفة.كوم (الإنجليزية)